# Phase Two: Slowboat to Hades
Phase Two: Slowboat to Hades es un álbum recopilatorio en DVD por Gorillaz lanzado en octubre del 2006. El DVD es parecido al primer DVD de la banda, Phase One: Celebrity Take Down, pero este recopila los videos y animatics relacionados con el segundo álbum de la banda Demon Days.
El DVD incluye lo mejor el material de Gorillaz lanzado entre el 2004 y 2006, incluyendo los videos completos para "Rock it", "Feel Good Inc.", "Dare", "Dirty Harry" y "El Mañana". Incluye las presentaciones en los Grammys y en los Brits. Incluso contiene el episodio de Gorillaz de MTV Cribs, todos los G-Bites de la fase dos, una nueva guía para Kong Studios y unas cortas entrevistas. También contiene unos extras ocultos en ciertas habitaciones.  Como en Phase One: Celebrity Take Down, hay un directorio de pisos, haciendo que tenga más contenido el DVD. En el libro Rise of The Ogre, las consecuencias indican que ahora Noodle se va (pero ella vuelve en el 2009), la paz espiritual y la felicidad que ella llevaba adentro también se han ido, haciendo que el edificio comience a ceder finalmente a las fuerzas oscuras que lo han estado plagando, debido a que Murdoc afirmando que era más grande que Satanás, una parodia de lo que los Beatles dijeron durante su fama. Durante Fase uno: Celebrity Take Down  aunque mientras él estaba construyendo la banda él hizo un trato con él. Murdoc dice que en el libro ellos están buscando un nuevo estudio. El DVD incluye el renacimiento de Murdoc que pasó el 6 de junio de 2006 (06/06/06)
también está en el sitio oficial de Gorillaz como un extra. En el Kong Studios de la fase dos contiene fondos con pésima animación que con el tiempo fueron computarizados.

## Lista del DVD
- Videos y animatics de promoción: "Feel Good Inc.", "Dare", "Dirty Harry", "El Mañana" y "Rock it"
- Visuales de b-sides: "People", "Samba at 13", "Bill Murray", "The Swagga", "Murdoc is God" y "Spitting out the Demons"
- Tráileres
- Presentaciones en vivo
- Idents de los personajes
- Disfraz (Fancy Dress en inglés): Un g-bite incompleto de la Fase uno
- Discurso de aceptación de los VMA de Noodle
- Mensaje navideño de Murdoc para el canal 4
- Agradecimiento de Murdoc hacia las compañías de grabación
- Noodle habla sobre "DARE"
- Episodio de MTV Cribs
- Extras ocultos
- La transmisión de Noodle de la página oficial de Gorillaz y el epílogo de Rise of the Ogre en la habitación de radio, en la página oficial de Gorillaz se le conoce como el cuarto de Brian.

## Extras del CD-ROM
- 16 juegos de pantalla completa de Gorillaz: Russel's Animal Kwackers, Bowling, Russel's Cookie Eating, Darts, Dirty Harry, Helly-Drop, Identikit, Operation, Potato, Santa Sleigher, Pumpomatic, Shooting Range, Mahjong, Murdoc's Attache, Tiles of the Unexpected y Bonesy Apple Bobbing.
- 8 protectores de pantalla
- 45 fondos de pantalla

- Datos: Q3821623